# الدوري الهولندي الممتاز 2004–05
الدوري الهولندي الممتاز 2004-2005 هو الموسم التاسع والأربعون من الدوري الهولندي الممتاز منذ إنشائه في عام 1955. فاز بهذا الموسم نادي آيندهوفن. بعد أن جمع 87 نقطة.

## الفرق
شارك في اهذه النسخة ما مجموعه 18 فريقا في الدوري: الفرق الخمسة عشر المتبقية من الموسم المنقضي، والفريقين الفائزين بمباريات الصعود/الهبوط إضافة إلى بطل دوري الدرجة الأولى.

## روابط خارجية
- الموقع الرسمي

(بالهولندية)